# Semion Mikulinski
Semion Romanovich Mikulinski (en russe : Семён Рома́нович Мику́линский), né le 2 avril 1919 à Krementchouk (Ukraine) et mort le 3 juillet 1991 à Moscou (Russie), est un historien des sciences soviétique.

## Biographie
Ayant achevé ses études à la Faculté de philosophie de l'Université d'État de Moscou en 1949, Mikulinski Deviendra chercheur au sein de l'Institut d'histoire des sciences naturelles et technologiques au sein de l'Académie des sciences de l'URSS en 1952, puis directeur adjoint en 1963 et finalement directeur en 1974 et jusqu'en 1987.
Les principaux ouvrages de Mikulinski sont consacrés à l'histoire de la Biologie et plus particulièrement à la théorie évolutionniste pendant la première moitié du XIXe siècle. Il écrira aussi des travaux en historien de la génétique.
Il s'occupera de restaurer le patrimoine scientifique de Nikolaï Vavilov, biologiste disgracié a la suite des critiques lui ayant été adréssées par les partisans du lyssenkisme, publiant un volume dans la série Patrimoine scientifique, entièrement consacré à son travail. 
Membre correspondant de l'Académie des sciences de l'URSS et membre numéraire de l'Académie internationale d'histoire des sciences.
Mikulinski participa à la Seconde Guerre mondiale et a été capturé. En 1985 il à reçu l'Ordre de la Guerre patriotique.